# Enrico Pavanello
Pas d'image ? Cliquez ici

a Compétitions nationales et continentales officielles uniquement.

b Matchs officiels uniquement.
Dernière mise à jour le 9 octobre 2019.
Enrico Pavanello (né le 15 octobre 1980 à Montebelluna, dans la province de Trévise, en Vénétie, Italie) est un joueur italien de rugby à XV, .

## Biographie
Enrico Pavanello évolue au poste de deuxième ligne et mesure 1,94 m pour 103 kg. 
Il a honoré sa première cape internationale le 28 septembre 2002 avec l'équipe d'Italie contre la Roumanie pour une victoire 25-17 à Parme.
En 2002, il joue trois matchs internationaux en 2002 et en 2004 en joue cinq. Il évolue au plus haut niveau sous les couleurs du Benetton Rugby Trévise. Il remporte le championnat à plusieurs reprises.

## Clubs successifs
- Benetton Trévise : 2000-2012
- Mogliano : 2012-2014

## Sélection nationale
- 8 sélections avec l'Italie
- Sélections par année : 3 en 2002, 5 en 2004.
- Tournoi des Six Nations disputé: néant
- Coupe du monde de rugby disputée : néant

## Palmarès en club
avec Benetton Trévise
- Champion d'Italie : 2003, 2004, 2006
- Vainqueur de la Coupe d'Italie : 2005